# Jatnas Koboldmaki

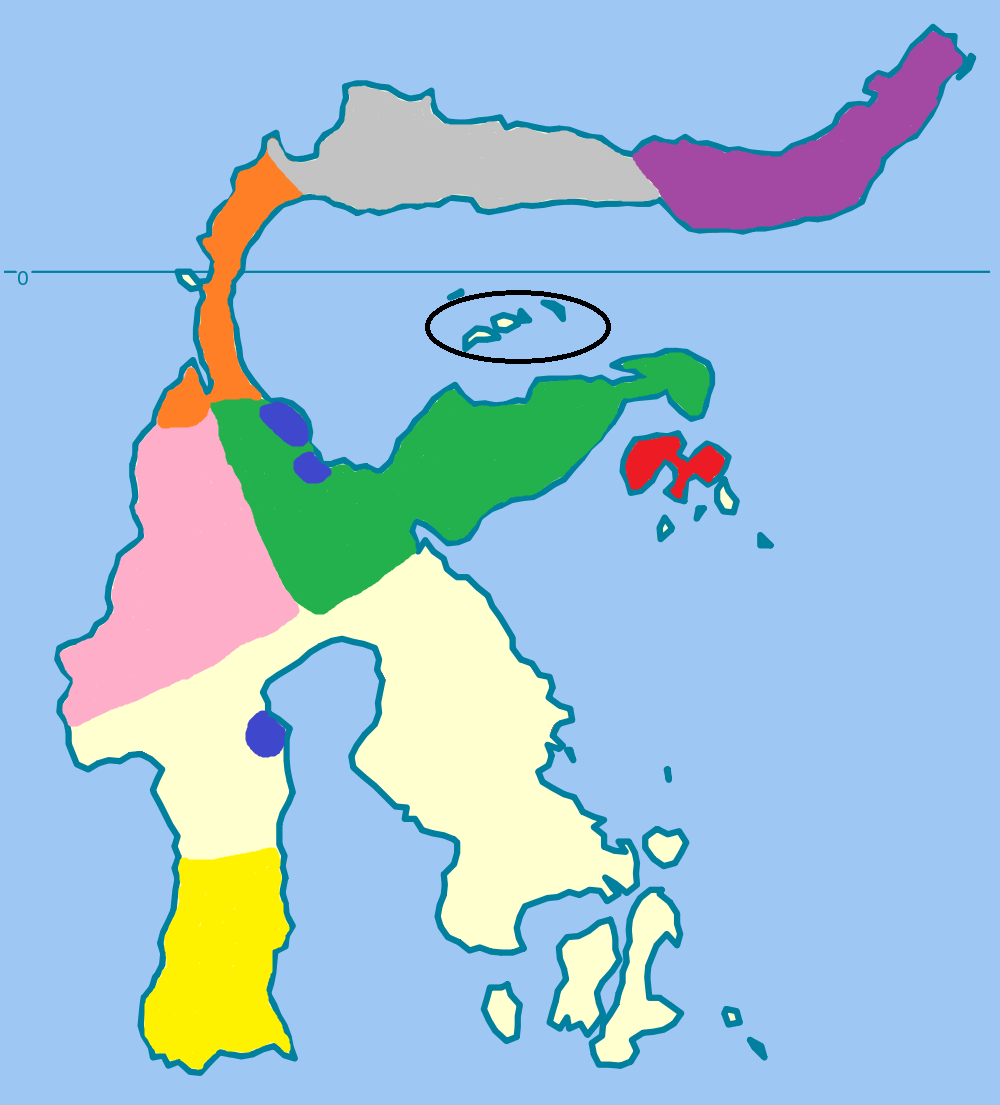
Verbreitung der Tarsius-Arten auf Sulawesi.
Diana-Koboldmaki
Wallace-Koboldmaki
Lariang-Koboldmaki
Makassar-Koboldmaki
Zwergkoboldmaki
Peleng-Koboldmaki
Jatnas Koboldmaki
T. spectrumgurskyae
Tarsius niemitzi

Jatnas Koboldmaki (Tarsius supriatnai) ist eine Primatenart aus der Gruppe der Koboldmakis. Sie wurde 2017 beschrieben und zu Ehren von Jatna Supriatna benannt, einem indonesischen Biologen, der sich um die Erhaltung der indonesischen Artenvielfalt bemüht. Die Art kommt nur in der Mitte der nördlichen Halbinsel von Sulawesi (Semenanjung Minahassa) zwischen Ogatemuk und dem Isthmus bei Kota Gorontalo vor. In ihrer Heimat wird sie Mimito genannt; als englischer Trivialname wurde Jatna’s tarsier vorgeschlagen.

## Merkmale
Jatnas Koboldmaki unterscheidet sich morphologisch kaum von anderen Sulawesi-Koboldmakis; besonders ähnlich ist T. spectrumgurskyae, der auf derselben Halbinsel aber weiter östlich vorkommt und gleichzeitig beschrieben wurde. Im Unterschied zu dieser Art hat Jatnas Koboldmaki einen in den meisten Fällen größeren haarlosen Bereich an der Basis der Ohren, einen längeren Hinterfuß, einen längeren Schwanz und einen längeren Mittelfinger. Außerdem ist der erste und zweite Backenzahn größer (der dritte nicht) und der vordere zentrale Schneidezahn ist nicht so hoch. Die bisher gewogenen Weibchen von Jatnas Koboldmaki erreichen ein Gewicht von 104 bis 114 g, das einzige untersuchte Männchen hatte ein Gewicht von 135 g. Möglicherweise ist der Dimorphismus bezüglich des Gewichts bei dieser Art etwas ausgeprägter als bei anderen Koboldmakis. Der Schwanz der untersuchten Weibchen ist 232 bis 243 mm lang, der des Männchens ist 246 mm lang. Von anderen Sulawesi-Koboldmakis kann Jatnas Koboldmaki vor allem anhand der unterschiedlichen Lautäußerungen unterschieden werden.

## Systematik
Dass es sich bei den Koboldmakis der nördlichen Halbinsel von Sulawesi (Semenanjung Minahassa) um eine eigenständige Art handelt, wurde bereits im Jahr 2010 durch den britisch-australischen Primatologen Colin Groves und seinen Kollegen Myron Shekelle festgestellt. Sie veröffentlichten jedoch keine formelle Beschreibung einer neuen Koboldmakiart, sondern bezeichneten sie in ihrer Revision der Koboldmakisystematik lediglich als Tarsius sp 1. Im Mai 2017 wurde die Erstbeschreibung schließlich nachgeholt. Dabei wurden die Koboldmakis des östlichen und des mittleren Teils von Semenanjung Minahassa jedoch als zwei unterschiedliche Arten beschrieben (T. spectrumgurskyae und T. supriatnai), die sich vor etwa 300.000 Jahren voneinander getrennt haben sollen.